# Independence (Louisiana)
Independence is een plaats (town) in de Amerikaanse staat Louisiana, en valt bestuurlijk gezien onder Tangipahoa Parish.

## Demografie
Bij de volkstelling in 2000 werd het aantal inwoners vastgesteld op 1724.
In 2006 is het aantal inwoners door het United States Census Bureau geschat op 1828, een stijging van 104 (6,0%).

## Geografie
Volgens het United States Census Bureau beslaat de plaats een oppervlakte van
5,8 km², geheel bestaande uit land.

## Geboren in Independence
- Lexi Belle ("Nollie"; 5 augustus 1987), pornoactrice

## Plaatsen in de nabije omgeving
De onderstaande figuur toont nabijgelegen plaatsen in een straal van 16 km rond Independence.